# Cuadernos de Ruedo Ibérico
Cuadernos de Ruedo Ibérico fue una revista publicada por la editorial Ruedo Ibérico entre 1965 y 1979, vinculada al exilio español durante el franquismo. Fue una de las publicaciones más influyentes de la oposición intelectual al franquismo en el exilio, destacándose por su análisis crítico de la política, la cultura y la historia de España. La revista fue creada con el objetivo de proporcionar un espacio para la reflexión y el debate sobre la realidad española bajo la dictadura de Francisco Franco, así como sobre los retos de la democracia y la modernidad en el contexto de la transición política.

## Historia
Publicada inicialmente en la ciudad francesa de París por la editorial Ruedo Ibérico y ligada al exilio antifranquista español, apareció a lo largo de varias épocas entre 1965 y 1979. Sus últimos números se editaron en Barcelona. Participaron en la revista, entre otros muchos, nombres como los de José Martínez Guerricabeitia, Jorge Semprún, Fernando Claudín, Joan Martínez Alier, José Manuel Naredo, Juan Goytisolo, Joaquín Leguina, Pasqual Maragall y Salvador Giner.